# Булами, Халид
Халид Булами — марокканский бегун на длинные дистанции, который специализировался в беге на 5000 метров. Бронзовый призёр олимпийских игр 1996 года в беге на 5000 метров. Двукратный чемпион мира 1995 и 1997 годов. Серебряный призёр чемпионата мира по кроссу 1997 года в командном зачёте, также занял 10-е место в личном первенстве. Победитель финала Гран-при ИААФ 1997 года. На чемпионате мира по кроссу 1998 года занял 18-е место в личном первенстве и 3-е место в командном зачёте.
Его младший брат Брахим Булами также известный бегун.